# アデライード・ド・パリ
アデライード・ド・パリ（Adélaïde de Paris, 850/3年頃 - 901年11月10日）は、西フランク王ルイ2世（吃音王）の2番目の妻。シャルル3世（単純王）の母親。マトフリート家に属するパリ伯アダラールの娘で、ルートヴィヒ1世（敬虔帝）や宮宰カールマンの血を引く。

## 生涯
シャルル2世（禿頭王）は後継ぎ息子のアキテーヌ王ルイ吃音王の妃に、アデライードを選んだ。ところがルイ吃音王はアンスガルド・ド・ブルゴーニュと秘密結婚をして4人の子供をもうけていた。シャルル禿頭王は教皇ヨハネス8世に頼んで息子とアンスガルドの婚姻の無効を宣言してもらい、875年2月にアデライードはルイ吃音王と結婚した。しかし教会側は血縁関係にある夫妻の結婚の正統性に疑義を唱えており、878年9月に教皇がルイ吃音王の戴冠式を執り行った際、教皇側はアデライードの王妃戴冠を拒否した。
879年4月にルイ吃音王が死去したとき、アデライードには息子がおらず、先妻アンスガルド所生の2人の息子、ルイ3世とカルロマン2世がランス大司教ヒンクマールの支持を受けて共同で王位に就いた。しかしアデライードは妊娠しており、夫の死の5カ月後の879年9月17日、シャルル3世（単純王）となる王子を出産した。シャルルの誕生は先妻アンスガルドとの間に新たな対立の火種をまくことになった。アンスガルドと彼女の息子たちはアデライードが不貞を働いていたと非難し、アデライードは逆にアンスガルドの産んだ息子たちの王位継承の正統性を疑問視した。
898年にロベール家のウード王が亡くなると、アデライードは息子のシャルルを西フランク王に選出させることに成功した。901年に死去し、コンピエーニュの聖コルネイユ修道院に葬られた。

## 子女
- エルマントルド（875/878年 - ?） - ロタリンギア宮中伯ヴィゲリヒの妻クニグンデの母親、ルクセンブルク家の母系先祖
- シャルル3世（879年 - 929年） - 西フランク王